# Надгробни споменик девојци Станојки Недовић у Ртарима
Надгробни споменик девојци Станојки Недовић (†1944) у Ртарима на гробљу Буковац садржи  запис о догађају који се збио пред крај Другог светског рата у драгачевском селу Ртари, Oпштина Лучани.
Осамнаестогодишња Станојка Недовић настрадала је чувајући овце од авионских бомби које је 21. новембра 1944. године, враћајући се са борбених задатака у Мађарској, вероватно због оштећења, истоварио један амерички авион на планини Јелици. У овом трагичном догађају страдало је још двоје младих - шеснаестогодишњи Миладин Скелић је погинуо, а девојка Милостива Недовић теже рањена. На месту експлозије остао је већи број мртве стоке. Материјална штета била је велика.
Надгробник је исклесан од сивкастог пешчара, облика вертикалне плоче која се завршава на „две воде”. Усађен је у ниско квадратно постоље. Споменик је једноставне обраде, типичне за почетак друге половине 20. века. Једини украс чине линеарни крстови и стилизоване ресе.
Споменик је добро очуван, осим што је површина камена прекривена лишајем.
Текст епитафа започиње на полеђини, а завршава на источној страни:
Пред овим спомеником
почивају смртни остаци
девојке пок.
СТАНОЈКЕ Недовића из Ртара
рођене 9-III-1926. год.
а погинуле од авијонске бомбе
21. новембра 1944. год.
у најлепшем своме
девојачком животу
код оваца
где су јој и све овце
око себе изгинуле.
Бог да јој душу опрости.
Овај спомен подигоше
ожалошћен отац Будимир
мајка Неранџа
браћа Здравко и Милија
и остала њена родбина.